# Foltești
Foltești è un comune della Romania di 3 413 abitanti, ubicato nel distretto di Galați, nella regione storica della Moldavia.
Il comune è formato dall'unione di 2 villaggi: Foltești e Stoicani.
Foltești ha dato i natali al fisico Eugen Bădărău (1887-1975)